# Rauchbrauner Schwärz-Täubling
Der Rauchbraune Schwärz-Täubling oder Brandtäubling (Russula adusta) ist ein Pilz aus der Familie der Täublingsverwandten. Er ist einer der ersten Täublinge, die während des Jahres erscheinen. Zwar ähnelt er makroskopisch einigen anderen Arten aus der Sektion Compactae, aber sein starker Modergeruch kennzeichnet ihn hinreichend. Sein Fleisch verfärbt sich im Anschnitt erst rosa und dann langsam grau.

## Merkmale

### Makroskopische Merkmale
Der Hut ist 7–20 cm breit. Jung ist der Hut konvex und hat einen eingerollten Rand, aber schon bald ist er niedergedruckt und später sogar leicht trichterförmig. Er ist weißlich bis blass beige oder beige bis blass braun. Bei feuchtem Wetter ist die Huthaut klebrig, bei Trockenheit glänzend. Sie ist nicht abziehbar.
Die Lamellen stehen ziemlich dicht. Sie sind bogig und im Alter leicht herablaufend und haben mehr oder weniger viele Zwischenlamellen. Die Farbe ist weißlich und im Alter dunkel grau schwärzlich. Das Sporenpulver ist weiß (Ia nach Romagnesi).
Der Stiel ist 4–10 cm lang und 1,5–3 cm breit. Er wirkt kurz und stämmig und ist zylindrisch geformt. Die Stielbasis ist oft unregelmäßig faltig bis grubig. Der Stiel ist immer blass rauchgrau und wird nicht dunkelgrau.
Das Fleisch ist hart, spröde und weißlich. Bei einer Verletzung verfärbt es sich erst rosa und wird dann langsam grau. Der Täubling riecht unauffällig oder nach alten Weinfässern. Der Geschmack ist mild, aber nicht schmackhaft, sondern dumpf erdig. Das Fleisch verfärbt sich mit Eisensulfat erst orange und dann oliv-grau, mit 10 % Formalin färbt es sich rosa-orange und mit Guajak reagiert es nur schwach.

### Mikroskopische Merkmale
Die ovalen Sporen (7–9 × 6–8 µm) haben nur sehr kleine Warzen, die selten mehr als 0,2–0,3 µm hoch werden. Sie sind durch sehr feine Linien miteinander verbunden, die ein fast vollständiges Netz mit zahlreichen kleinen Maschen bilden.
Die Basidien sind (30) 50–60 (78) µm lang und 7,5–11 (12) µm breit. Sie haben meist vier, seltener zwei bis drei 5–6 μm lange Sterigmen. Pleurozystiden kommen meist häufig vor, sie sind 50–100 µm lang und 5–7 (11) μm breit, fast zylindrisch und an der Spitze stumpf. In Sulfovanillin färben sich die Zystiden oben blau und unten rosa an.
Die Hyphenzellen der Huthaut sind schmal, nur etwa 2–4 µm breit und enthalten Vakuolenpigmente, Membranpigmente kommen keine vor. Die Pileozystiden sind, sofern vorhanden, meist nicht septiert, sie haben etwa die gleiche Form wie die Pleurozystiden. Auch sie lassen sich mit Sulfovanillin anfärben. Primordialhyphen kommen nicht vor.

## Ökologie
Der Rauchbraune Täubling ist wie alle Täublinge ein Mykorrhizapilz, der vor allem mit Kiefern ein Symbiose eingeht. Daneben können auch Fichten und seltener auch Tannen als Wirte dienen. Nur in Ausnahmefällen geht der Täubling auch eine Symbiose mit Laubbäumen ein.
Man kann den Täubling in Hainsimsen-Buchenwäldern mit eingestreuten Fichten oder Waldkiefern, in montanen Tannen-Buchenwäldern, in Tannen- und Fichtenwäldern und in den entsprechenden Nadelwaldforsten finden.
Der Pilz bevorzugt saure, nährstoffarme, mäßig trockene bis frische, flach bis mittelgründige Böden. Dabei kommt er meist auf sandigen bis sandig lehmigen Podsolen und podsolierten Braunerden (Hagerböden) über kristallinem Untergrund vor. In mesophilen Buchen-, Buchen-Tannen und Schutthangwäldern findet sich der Pilz nur gelegentlich an oberflächlich stark abgesauerten Stellen über dicken Humusschichten im Wurzelbereich von Fichten oder Waldkiefern.
Die Fruchtkörper erscheinen von Juli bis Oktober vom Tiefland bis ins höhere Bergland.

## Verbreitung

Europäische Länder mit Fundnachweisen des Rauchbraunen Schwärz-Täublings.
Legende:
Länder mit Fundmeldungen
Länder ohne Nachweise
keine Daten
außereuropäische Länder

Der Rauchbraune Täubling ist eine holarktische Art und kommt fast auf der kompletten Nordhalbkugel vor. Er wurde in Nordasien (Kleinasien, Japan, Südkorea), Nordamerika (USA), Nordafrika (Marokko, Algerien) und Europa nachgewiesen. Als meridionale bis boreale Art ist er in Europa vom Mittelmeerraum bis in die kühleren skandinavischen Länder verbreitet.
In Deutschland findet man den Täubling in allen Bundesländern. Er kommt zerstreut von der dänischen Küste bis in die Nordalpen hinein vor. Er ist ortshäufig, da wo er vorkommt, ist er meist häufig anzutreffen.

## Systematik
Das lateinische Artattribut (Epitheton) "adusta", das sich vom lateinischen Verb adurere (versengen, verbrennen) ableitet, ist wie auch der deutsche Name Brandtäubling ein Hinweis auf die schwärzenden Fruchtkörper, die im Alter wie verbrannt aussehen.

### Infragenerische Systematik
Der Rauchbraune Schwärz-Täubling gehört zur Untersektion Nigricantinae, die in der Untergattung Compactae steht. In dieser Untersektion werden Täublinge zusammengefasst, deren Fleisch bei Verletzung rötet, graut oder schwärzt. Er ist nahe verwandt mit dem Dichtblättrigen Schwärz-Täubling (Russula densifolia) und dem Schwarzanlaufenden Täubling (Russula albonigra).

### Formen und Varietäten
Folgende Formen und Varietäten wurden beschrieben:
| Varietät                         | Autor                   | Beschreibung |
| -------------------------------- | ----------------------- | --- |
| Russula adusta var. albonigra    | (Krombh.) Massee (1893) | Wird heute als eigenständige Art angesehen. Siehe Schwarzanlaufender Täubling (Russula albonigra). |
| Russula adusta f. gigantea       | Britzelm. (1895)        | Eine besonders große Form mit einem Hutdurchmesser von bis zu 17 cm und mehr. |
| Russula adusta f. rubens         | Romagn. (1943)          | Unterscheidet sich vom Typus durch das erst rötende und dann bräunende Fleisch. |
| Russula adusta var. coerulescens | Fr. (1863)              | Eine Varietät, deren Fleisch im Schnitt bläulich anläuft. |
| Russula adusta var. sabulosa     | Bon (1986)              | Eine Varietät mit gewöhnlich blasserer milchkaffeebrauner Farbe und intensiverer Rosafärbung. Die Lamellen stehen dichter. Die Huthaut hat dickere, leicht keulige, bis zu x 8(10) µm breite Hyphen-Endzellen und die Pileozystiden sind stärker ausgesackt. Die Varietät kommt unter Kiefern auf Sandböden an der Atlantikküste vor. |

## Kulinarische Bedeutung
Der junge Pilz ist zwar essbar, aber nicht schmackhaft.